# Campeonato Uruguaio de Futebol de 2005–06
O Campeonato Uruguaio de Futebol de 2005–06 foi a 75ª edição da era profissional do Campeonato Uruguaio. Foi a primeira vez em que a competição foi disputada ao estilo da temporada europeia, com o campeonato começando no segundo semestre do ano e terminando no primeiro semestre do ano posterior.
O Rocha, vencedor do Torneio Apertura, e o Nacional, vencedor do Torneio Clausura, jogaram a semifinal da competição, onde o Nacional ganhou a partida e sagrou-se campeão uruguaio sem a necessidade de uma final, já que o time Tricolor ficou em primeiro lugar na tabela acumulada, que é a soma dos pontos obtidos nos torneios Apertura e Clausura.

## Regulamento
As equipes participantes jogam os torneios Apertura e Clausura, no segundo semestre de 2005 e no primeiro de 2006, respectivamente. Ambos os torneios são sob o sistema de pontos corridos, em um único turno.
Os campeões dos Torneios Apertura e Clausura disputam uma semifinal. O ganhador da partida enfrenta o vencedor da tabela acumulada (soma dos pontos obtidos nos torneios Apertura e Clausura) em dois jogos finais, onde quem vencer torna-se o campeão do Campeonato Uruguaio.
Com tal regulamento, existem duas possibilidades de haver um campeão sem a disputa da final: no caso de um time vencer um dos Torneios, Apertura ou Clausura, e vencer também a tabela acumulada, basta derrotar seu oponente na semifinal para sagrar-se campeão antecipado, já que teria terminado a tabela acumulada no primeiro lugar. A outra possibilidade é uma equipe ganhar os dois Torneios, Apertura e Clausura, para sagrar-se campeã, já que por consequência disso terminaria na primeira colocação da tabela acumulada e não haveria necessidade de jogar sequer semifinal.

## Classificação

### Torneio Apertura
O Torneio Apertura começou em 20 de agosto de 2005 e terminou em 17 de dezembro do mesmo ano.
| Pos | Equipe               | Pts | J  | V  | E | D  | GP | GC | SG  |
| --- | -------------------- | --- | -- | -- | - | -- | -- | -- | --- |
| 1º  | Rocha                | 33  | 17 | 10 | 3 | 4  | 37 | 25 | 12  |
| 2º  | Nacional[a]          | 31  | 17 | 9  | 7 | 1  | 32 | 16 | 16  |
| 3º  | Danubio              | 27  | 17 | 8  | 3 | 6  | 36 | 25 | 11  |
| 4º  | Rampla Juniors       | 26  | 17 | 8  | 2 | 7  | 35 | 25 | 10  |
| 5º  | Deportivo Colonia    | 26  | 17 | 6  | 8 | 3  | 23 | 19 | 4   |
| 6º  | Cerrito              | 25  | 17 | 6  | 7 | 4  | 20 | 18 | 2   |
| 7º  | Peñarol              | 25  | 17 | 6  | 7 | 4  | 22 | 26 | -4  |
| 8º  | River Plate          | 24  | 17 | 6  | 6 | 5  | 24 | 22 | 2   |
| 9º  | Rentistas            | 24  | 17 | 7  | 3 | 7  | 21 | 22 | -1  |
| 10º | Liverpool            | 22  | 17 | 5  | 7 | 5  | 19 | 18 | 1   |
| 11º | Defensor Sporting    | 22  | 17 | 5  | 7 | 5  | 21 | 21 | 0   |
| 12º | Cerro                | 22  | 17 | 5  | 7 | 5  | 23 | 25 | -2  |
| 13º | Plaza Colonia        | 21  | 17 | 5  | 6 | 6  | 15 | 23 | -8  |
| 14º | Montevideo Wanderers | 20  | 17 | 4  | 8 | 5  | 27 | 32 | -5  |
| 15º | Miramar Misiones     | 18  | 17 | 3  | 9 | 5  | 18 | 18 | 0   |
| 16º | Tacuarembó           | 17  | 17 | 4  | 5 | 8  | 13 | 21 | -8  |
| 17º | Fénix                | 13  | 17 | 3  | 4 | 10 | 22 | 31 | -9  |
| 18º | Paysandú FC          | 8   | 17 | 1  | 5 | 11 | 18 | 39 | -21 |

- a ^  O Nacional teve 3 pontos descontados por incidentes de sua torcida no jogo contra o Peñarol, válido pelo Torneio Clausura do Campeonato Uruguaio de 2004.

|  | Campeão do Torneio Apertura, classificado à semifinal e à Libertadores de 2006. |

### Tabela acumulada do ano de 2005
Esta tabela se configura na soma dos pontos do Torneio Apertura desta temporada e dos pontos do Campeonato Uruguaio de 2005, para então, estabelecer 3 descensos à Segunda Divisão.
| Pos | Equipe               | Pts | J  | V  | E  | D  | GP | GC | SG  |
| --- | -------------------- | --- | -- | -- | -- | -- | -- | -- | --- |
| 1º  | Nacional[a]          | 72  | 34 | 21 | 12 | 1  | 71 | 32 | 39  |
| 2º  | Defensor Sporting    | 63  | 34 | 17 | 12 | 5  | 54 | 34 | 20  |
| 3º  | Peñarol              | 60  | 34 | 16 | 12 | 6  | 50 | 45 | 5   |
| 4º  | Rocha                | 58  | 34 | 16 | 10 | 8  | 64 | 46 | 18  |
| 5º  | Danubio              | 55  | 34 | 16 | 7  | 11 | 59 | 41 | 18  |
| 6º  | Rentistas            | 48  | 34 | 13 | 9  | 12 | 51 | 47 | 4   |
| 7º  | Liverpool            | 47  | 34 | 12 | 11 | 11 | 45 | 43 | 2   |
| 8º  | River Plate          | 46  | 34 | 12 | 10 | 12 | 58 | 54 | 4   |
| 9º  | Cerrito              | 46  | 34 | 11 | 13 | 10 | 41 | 37 | 4   |
| 10º | Montevideo Wanderers | 43  | 34 | 10 | 13 | 11 | 57 | 65 | -8  |
| 11º | Miramar Misiones     | 41  | 34 | 10 | 11 | 13 | 51 | 47 | 4   |
| 12º | Rampla Juniors       | 40  | 34 | 11 | 7  | 16 | 54 | 56 | -2  |
| 13º | Deportivo Colonia    | 39  | 34 | 9  | 12 | 13 | 38 | 50 | -12 |
| 14º | Tacuarembó           | 38  | 34 | 9  | 11 | 14 | 30 | 39 | -9  |
| 15º | Cerro                | 35  | 34 | 8  | 11 | 15 | 43 | 55 | -12 |
| 16º | Plaza Colonia        | 35  | 34 | 8  | 11 | 15 | 23 | 50 | -27 |
| 17º | Fénix                | 32  | 34 | 8  | 8  | 18 | 41 | 57 | -16 |
| 18º | Paysandú FC          | 22  | 34 | 4  | 10 | 20 | 41 | 73 | -32 |

- a ^  O Nacional teve 3 pontos descontados por incidentes de sua torcida no jogo contra o Peñarol, válido pelo Torneio Clausura do Campeonato Uruguaio de 2004.

|  | Disputam os playoffs contra o descenso. |
|  | Rebaixados à Segunda Divisão.           |

#### Playoffscontra o descenso

##### Primeira partida
| {{{data}}} | Plaza Colonia                   | 2 – 2                         | Cerro                                 |  |
|            | Raúl Denis 18' · Rino Lucas 57' | data = 14 de dezembro de 2005 | Bryan Rodríguez 36' · Diego Godín 60' |  |

##### Segunda partida
| {{{data}}} | Cerro           | 1 – 0                         | Plaza Colonia |  |
|            | Diego Godín 16' | data = 18 de dezembro de 2005 |               |  |

- O Cerro permaneceu na Primeira Divisão e o Plaza Colonia foi rebaixado à Segunda Divisão.

### Torneio Clausura
O Torneio Clausura começou em 18 de fevereiro de 2006 e terminou em 19 de junho do mesmo ano. Diferentemente do Torneio Apertura, o Clausura foi disputado por 17 clubes, já que foram rebaixados 3 times à Segunda Divisão e ascenderam 2 à Primeira. As equipes que subiram para a Primeira Divisão para disputar o Torneio Clausura foram Bella Vista e Central Español.
| Pos | Equipe               | Pts | J  | V  | E | D  | GP | GC | SG  |
| --- | -------------------- | --- | -- | -- | - | -- | -- | -- | --- |
| 1º  | Nacional             | 38  | 16 | 12 | 2 | 2  | 31 | 12 | 19  |
| 2º  | Defensor Sporting    | 35  | 16 | 10 | 5 | 1  | 34 | 15 | 19  |
| 3º  | Danubio              | 30  | 16 | 9  | 3 | 4  | 31 | 24 | 7   |
| 4º  | Central Español      | 27  | 16 | 8  | 3 | 5  | 19 | 16 | 3   |
| 5º  | Liverpool            | 25  | 16 | 7  | 4 | 5  | 27 | 27 | 0   |
| 6º  | Rentistas            | 24  | 16 | 7  | 3 | 6  | 28 | 22 | 6   |
| 7º  | Cerrito              | 23  | 16 | 5  | 8 | 3  | 17 | 16 | 1   |
| 8º  | Rampla Juniors       | 23  | 16 | 6  | 5 | 5  | 24 | 29 | -5  |
| 9º  | River Plate          | 20  | 16 | 6  | 2 | 8  | 19 | 20 | -1  |
| 10º | Bella Vista          | 19  | 16 | 5  | 4 | 7  | 18 | 19 | -1  |
| 11º | Tacuarembó           | 18  | 16 | 4  | 6 | 6  | 12 | 19 | -7  |
| 12º | Montevideo Wanderers | 16  | 16 | 4  | 4 | 8  | 18 | 19 | -1  |
| 13º | Cerro^               | 15  | 16 | 6  | 3 | 7  | 23 | 16 | 7   |
| 14º | Miramar Misiones     | 14  | 16 | 3  | 5 | 8  | 17 | 30 | -13 |
| 15º | Rocha                | 12  | 16 | 3  | 3 | 10 | 18 | 29 | -11 |
| 16º | Deportivo Colonia    | 11  | 16 | 3  | 2 | 11 | 12 | 30 | -18 |
| 17º | Peñarol^             | 7   | 16 | 5  | 4 | 7  | 20 | 25 | -5  |

- b ^  O Peñarol teve 12 e o Cerro 6 pontos descontados por vários incidentes, inclusive um torcedor do Cerro assassinado pela torcida do Peñarol, no dia 11 de março. O Cerro ainda foi punido com a perda de 3 pontos no Torneio Apertura da Segunda Divisão do Campeonato Uruguaio de 2006–07, já que o clube acabou sendo rebaixado nesta temporada.

|  | Campeão do Torneio Clausura e classificado à semifinal. |

### Tabela acumulada
A tabela acumulada resulta na soma dos pontos obtidos nos Torneios Apertura e Clausura. Central Español e Bella Vista, que não disputaram o Torneio Apertura, tiveram seus pontos multiplicados por 33/16 (aproximadamente 2,06), para configurar pontos proporcionais aos demais times.
| Pos | Equipe               | Pts  | J  | V  | E  | D  | GP | GC | SG  |
| --- | -------------------- | ---- | -- | -- | -- | -- | -- | -- | --- |
| 1º  | Nacional^            | 69   | 33 | 21 | 9  | 3  | 63 | 28 | 35  |
| 2º  | Defensor Sporting    | 57   | 33 | 15 | 12 | 6  | 55 | 36 | 19  |
| 3º  | Danubio              | 57   | 33 | 17 | 6  | 10 | 67 | 49 | 18  |
| 4º  | Central Español      | 55,7 | 16 | 8  | 3  | 5  | 19 | 16 | 3   |
| 5º  | Rampla Juniors       | 49   | 33 | 14 | 7  | 12 | 59 | 54 | 5   |
| 6º  | Rentistas            | 48   | 33 | 14 | 6  | 13 | 49 | 44 | 5   |
| 7º  | Cerrito              | 48   | 33 | 11 | 15 | 7  | 37 | 34 | 3   |
| 8º  | Liverpool            | 47   | 33 | 12 | 11 | 10 | 46 | 45 | 1   |
| 9º  | Rocha                | 45   | 33 | 13 | 6  | 14 | 55 | 54 | 1   |
| 10º | River Plate          | 44   | 33 | 12 | 8  | 13 | 43 | 42 | 1   |
| 11º | Bella Vista          | 39,2 | 16 | 5  | 4  | 7  | 18 | 19 | -1  |
| 12º | Cerro^               | 37   | 33 | 11 | 10 | 12 | 46 | 41 | 5   |
| 13º | Deportivo Colonia    | 37   | 33 | 9  | 10 | 14 | 35 | 49 | -14 |
| 14º | Montevideo Wanderers | 36   | 33 | 8  | 12 | 13 | 45 | 51 | -6  |
| 15º | Tacuarembó           | 35   | 33 | 8  | 11 | 14 | 25 | 40 | -15 |
| 16º | Peñarol^             | 32   | 33 | 11 | 11 | 11 | 42 | 51 | -9  |
| 17º | Miramar Misiones     | 32   | 33 | 6  | 14 | 13 | 35 | 48 | -13 |

- a ^  O Nacional teve 3 pontos descontados por incidentes de sua torcida no jogo contra o Peñarol, válido pelo Torneio Clausura do Campeonato Uruguaio de 2004.

- b ^  O Peñarol teve 12 e o Cerro 6 pontos descontados por vários incidentes, inclusive um torcedor do Cerro assassinado pela torcida do Peñarol, no dia 11 de março. O Cerro ainda foi punido com a perda de 3 pontos no Torneio Apertura da Segunda Divisão do Campeonato Uruguaio de 2006–07, já que o clube acabou sendo rebaixado nesta temporada.

|  | Vencedor da tabela acumulada, classificado à final e à Liguilla Pré-Libertadores. |
|  | Classificados à Liguilla Pré-Libertadores.                                        |

### Tabela de descenso
| Pos | Equipe               | Pts   | J  | V  | E  | D  | GP | GC | SG  |
| --- | -------------------- | ----- | -- | -- | -- | -- | -- | -- | --- |
| 10º | River Plate          | 66    | 50 | 18 | 12 | 20 | 77 | 74 | +3  |
| 11º | Rampla Juniors       | 63    | 50 | 17 | 12 | 21 | 78 | 85 | -7  |
| 12º | Bella Vista          | 59,28 | 16 | 5  | 4  | 7  | 18 | 19 | -1  |
| 13º | Montevideo Wanderers | 59    | 50 | 14 | 17 | 19 | 75 | 84 | -9  |
| 14º | Tacuarembó           | 56    | 50 | 13 | 17 | 20 | 42 | 58 | -16 |
| 15º | Miramar Misiones     | 55    | 50 | 13 | 16 | 21 | 67 | 76 | -9  |
| 16º | Cerro^               | 50    | 50 | 14 | 14 | 22 | 66 | 71 | -5  |
| 17º | Deportivo Colonia    | 50    | 50 | 12 | 14 | 24 | 50 | 80 | -30 |

- b ^  O Peñarol teve 12 e o Cerro 6 pontos descontados por vários incidentes, inclusive um torcedor do Cerro assassinado pela torcida do Peñarol, no dia 11 de março. O Cerro ainda foi punido com a perda de 3 pontos no Torneio Apertura da Segunda Divisão do Campeonato Uruguaio de 2006–07, já que o clube acabou sendo rebaixado nesta temporada.

Promovido para a próxima temporada: Progreso.

## Fase final
|  | Semifinal                               | Semifinal | Semifinal |  |  | Final                                   | Final | Final |
|  |                                         |           |           |  |  |                                         |       |       |
|  |                                         |           |           |  |  |                                         |       |       |
|  | Rocha (Vencedor do Torneio Apertura)    | 1         | 0         |  |  |                                         |       |       |
|  | Nacional (Vencedor do Torneio Clausura) | 4         | 2         |  |  |                                         |       |       |
|  |                                         |           |           |  |  |                                         |       |       |
|  |                                         |           |           |  |  | Nacional (Vencedor da semifinal)        | —     | —     |
|  |                                         |           |           |  |  | Nacional (Vencedor da tabela acumulada) | —     | —     |
|  |                                         |           |           |  |  |                                         |       |       |

### Semifinal
Os dois triunfos do Nacional consagraram o clube como campeão da competição sem a necessidade de uma final, já que os Tricolores terminaram na primeira colocação da tabela acumulada.

#### Primeira partida
| {{{data}}} | Rocha    | 1 – 4                      | Nacional                                  | Estádio Mario Sobrero, Rocha |
|            | Caro 54' | data = 22 de junho de 2006 | Vázquez 22' 45' · Suárez 51' · Garcés 88' | Árbitro: Líber Prudente      |

#### Segunda partida
| {{{data}}} | Nacional                 | 2 – 0                      | Rocha | Estádio Gran Parque Central, Montevidéu |
|            | Suárez 62' · Vázquez 77' | data = 25 de junho de 2006 |       | Árbitro: Roberto Silvera                |

- Nacional classificado à Copa Libertadores da América de 2007.

## Artilheiros
| Pos | Nome                | Equipe                    | Gols |
| --- | ------------------- | ------------------------- | ---- |
| 1º  | Pedro Cardozo       | Rocha                     | 17   |
| 2º  | Ignacio González    | Danubio                   | 13   |
| 3º  | Junior Aliberti     | Wanderers / Plaza Colonia | 12   |
|     | Gonzalo Castro      | Nacional                  | 12   |
|     | Nasa                | Rampla Juniors            | 12   |
|     | Juan Manuel Olivera | Danubio                   | 12   |
|     | Maximiliano Pereira | Defensor                  | 12   |
| 8º  | Gabriel Cedrés      | River Plate / Peñarol     | 11   |
|     | Richard Porta       | River Plate               | 11   |
|     | Zinho               | Peñarol / Rentistas       | 11   |
| 11º | Mauro Aldave        | Rocha                     | 10   |
|     | Nicolás Olivera     | Defensor                  | 10   |

## Liguilla Pré-Libertadores da América
A Liguilla Pré-Libertadores da América de 2006 foi a 32ª edição da história da Liguilla Pré-Libertadores, competição disputada entre as temporadas de 1974 e 2008–09, a fim de definir quais seriam os clubes representantes do futebol uruguaio nas competições da CONMEBOL. O torneio de 2006 consistiu em uma competição com um turno, no sistema de todos contra todos. O vencedor foi o Defensor Sporting, que obteve seu 8º título da Liguilla.

### Classificação da Liguilla
| Pos | Equipe            | Pts | J | V | E | D | GP | GC | SG  |
| --- | ----------------- | --- | - | - | - | - | -- | -- | --- |
| 1º  | Defensor Sporting | 11  | 5 | 3 | 2 | 0 | 9  | 3  | 6   |
| 2º  | Danubio           | 10  | 5 | 3 | 1 | 1 | 16 | 7  | 9   |
| 3º  | Nacional[1]       | 8   | 5 | 2 | 2 | 1 | 8  | 6  | 2   |
| 4º  | Central Español   | 7   | 5 | 2 | 1 | 2 | 5  | 9  | -4  |
| 5º  | Rentistas         | 4   | 5 | 1 | 1 | 3 | 9  | 11 | -2  |
| 6º  | Rampla Juniors    | 1   | 5 | 0 | 1 | 4 | 3  | 14 | -11 |

1 ^  O Nacional já havia garantido vaga à Copa Libertadores da América de 2007 por ter sido campeão do Campeonato Uruguaio.
|  | Campeão da Liguilla e classificado à Libertadores de 2007.          |
|  | Classificado à Libertadores de 2007.                                |
|  | Classificado à Libertadores de 2007 e à Copa Sul-Americana de 2006. |
|  | Classificado à Copa Sul-Americana de 2006.                          |

## Clubes classificados às competições da CONMEBOL

### Copa Libertadores da América de 2006
|   | Equipe            | Classificação                                   |
| - | ----------------- | ----------------------------------------------- |
| 1 | Nacional          | Campeão Uruguaio de 2005                        |
| 2 | Rocha             | Campeão do Torneio Apertura de 2005–06          |
| 3 | Defensor Sporting | Vice-campeão da tabela acumulada do ano de 2005 |

### Copa Sul-Americana de 2006
|   | Equipe          | Classificação                   |
| - | --------------- | ------------------------------- |
| 1 | Nacional        | 3º colocado na Liguilla de 2006 |
| 2 | Central Español | 4º colocado na Liguilla de 2006 |

### Copa Libertadores da América de 2007
|   | Equipe            | Classificação                    |
| - | ----------------- | -------------------------------- |
| 1 | Nacional          | Campeão Uruguaio de 2005–06      |
| 2 | Defensor Sporting | Campeão da Liguilla de 2006      |
| 3 | Danubio           | Vice-campeão da Liguilla de 2006 |

## Premiação
| Campeonato Uruguaio de 2005–06 |
| ------------------------------ |
| Nacional Campeão (41º título)  |